# Servius Tullius
Servius Tullius a fost Regele Romei între anii 578 î.H.-534 î.H.
Conform legendelor din cei 7 regi legendari ai Romei, 3 erau de origine etruscă. Servus Tullius era cel de-al șaselea rege roman, fiind urmașul lui Tarquinius Priscus.
Servius Tullius a preluat tronul în anul 578 î.H. El este considerat înfăptuitorul unor reforme importante: legendele spun că el ar fi construit un sanctuar pe colina Aventin și se crede că tot el a construit un zid în jurul orașului. Însă una dintre importantele sale reforme a fost împărțirea locuitorilor Romei, fie plebeai, fie patricieni, în 6 categorii censitare având la bază centuria. Aceste categorii implicau însă responsabilități militare și financiare. Iar ulltima categorie era cea care nu avea deloc bani. În timpul lui Servus Tullius, Roma era împărțită  în 193 de centurii care formau ,,comitia centuriata”. O altă reformă extrem de importantă a fost împărțirea orașului în 4 triburi orășenești și 26 de triburi rurale, față de 3 triburi ca înainte( conform legendelor împărțirea Romei în 3 triburi a fost o reformă a lui Romulus).
Aceste reforme au fost importante pe plan administrativ, deoarece Servius Tullius a reușit astfel să aibă o autoritate mai mare asupra triburilor de sabini, etrusci, de pe colinele Aventin, Esquilin și Palatin( colina Caelius a fost cucerită mai târziu).
În anul 534 î.H. Servius Tullius a fost omorât de către fiica sa, Tullia Minor, soția lui Tarquinius Superbus, care avea să devină ultimul rege al Romei. Servius Tullius a fost înfăptuitorul celor mai importante reforme anterioare de Republicii Romane.

## Reformele lui Tullius
Servius Tullius a venit la conducerea Regatului Roman într-un moment marcat de evoluții sociale. Conflictul social dintre patricieni și plebei începea să se încline înspre partea celor din urmă. În timp ce patricienii încercau să-și păstreze monopolul asupra puterii, plebeii căpătau treptat tot mai multe drepturi. Aceste schimbări sociale sunt considerate ca reprezentând fie fundamentul reformelor lui Tullius, fie ca petrecându-se aproximativ în același timp cu acestea.